# Координаты Риндлера
В релятивистской физике координатами Риндлера называется координатная система, представляющая часть плоского пространства-времени, также называемого пространством Минковского. Координаты Риндлера были введены Вольфгангом Риндлером для описания пространства-времени равномерно ускоренного наблюдателя.

## Связь с декартовыми координатами
Для получения координат Риндлера естественно начать с галилеевых координат
{\displaystyle ds^{2}=-dT^{2}+dX^{2}+dY^{2}+dZ^{2},\;\;-\infty <T,\;X,\;Y,\;Z<\infty \;.}
В области {\displaystyle 0<X<\infty ,\;-X<T<X}, которая часто называется Клином Риндлера, определим новые координаты через следующее преобразование
{\displaystyle t=\,\mathrm {arth} \,{\frac {T}{X}},\quad x={\sqrt {X^{2}-T^{2}}},\quad y=Y,\quad z=Z.}
Обратным преобразованием будет
{\displaystyle T=x\,\mathrm {sh} \,t,\quad X=x\,\mathrm {ch} \,t,\quad Y=y,\quad Z=z.}
В координатах Риндлера линейный элемент пространства Минковского переходит в
{\displaystyle ds^{2}=-x^{2}\,dt^{2}+dx^{2}+dy^{2}+dz^{2},\quad 0<x<\infty ,\quad -\infty <t,\;y,\;z<\infty .}

## Риндлеровские наблюдатели
В новых координатах естественно ввести ковариантное тетрадное поле
{\displaystyle d\sigma ^{0}=-x\,dt,\quad d\sigma ^{1}=dx,\quad d\sigma ^{2}=dy,\quad d\sigma ^{3}=dz,}
которому соответствует дуальное поле тетрадных контравариантных векторов
{\displaystyle {\vec {e}}_{0}={\frac {1}{x}}\,\partial _{t},\quad {\vec {e}}_{1}=\partial _{x},\quad {\vec {e}}_{2}=\partial _{y},\quad {\vec {e}}_{3}=\partial _{z}.}
Эти поля описывают локальные Лоренцевы системы отсчёта в касательном пространстве в каждом событии области, покрываемой координатами Риндлера, то есть клина Риндлера. Интегральные кривые поля времениподобного единичного вектора {\displaystyle {\vec {e}}_{0}} дают времениподобную конгруэнцию, состоящую из мировых линий семейства наблюдателей, называемых наблюдателями Риндлера. В координатах Риндлера их мировые линии изображаются вертикальными координатными линиями {\displaystyle x=x_{0},\;y=y_{0},\;z=z_{0}}. Используя введённые выше координатные преобразования, легко показать, что в исходных декартовых координатах эти линии превращаются в ветви гипербол.

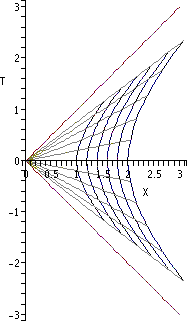
Мировые линии наблюдателей Риндлера (голубые дуги гипербол) в декартовых координатах.

Как и для любой времениподобной конгруэнции в Лоренцевом многообразии, для этой конгруэнции можно провести кинематическую декомпозицию (см. Уравнение Рэйчаудхури). В рассматриваемом случае расширение и вращение конгруэнции наблюдателей Риндлера тождественно равны нулю. Исчезновение тензора расширения влечёт за собой то, что каждый наблюдатель сохраняет постоянное расстояние до ближайших соседей. Исчезновение тензора вращения в свою очередь обозначает, что мировые линии наблюдателей не закручиваются одна вокруг другой.
Вектор ускорения каждого наблюдателя даётся ковариантной производной
{\displaystyle \nabla _{{\vec {e}}_{0}}{\vec {e}}_{0}={\frac {1}{x}}{\vec {e}}_{1}}
Это означает, что каждый риндлеровский наблюдатель ускоряется в направлении {\displaystyle \partial _{x}}, испытывая ускорение постоянной величины, так что их мировые линии — это линии гиперболического движения, лоренцовы аналоги окружностей, то есть линий постоянной первой кривизны и нулевой второй.
Из-за того, что наблюдатели Риндлера не вращаются, их конгруэнция также является ортогональной, то есть существует семейство гиперповерхностей, в каждой точке которых векторы конгруэнции пропорциональны нормалям эти поверхностей. Ортогональные временны́е срезы соответствуют {\displaystyle t=t_{0}}; они соответствуют горизонтальным полугиперплоскостям в координатах Риндлера и наклонным полугиперплоскостям в декартовых координатах, проходящих через {\displaystyle T=X=0} (см. рисунок выше). Положив в линейном элементе {\displaystyle dt=0}, мы видим, что оно описывает обычную евклидову геометрию {\displaystyle d\sigma ^{2}=dx^{2}+dy^{2}+dz^{2},\;0<x<\infty ,\;-\infty <y,\;z<\infty }. Таким образом, пространственные координаты Риндлера имеют очень простую интерпретацию, совместимую с утверждением о взаимной стационарности риндлеровских наблюдателей. Далее мы ещё вернёмся к этому свойству «жёсткости».

## «Парадоксальное» свойство риндлеровских координат
Отметим, что наблюдатели Риндлера с меньшими значениями координаты {\displaystyle x} ускоряются сильнее! Это может показаться странным, так как в ньютоновой физике наблюдатели, сохраняющие постоянное расстояние друг от друга, должны испытывать одно и то же ускорение. Но в релятивистской физике задний конец «абсолютно твёрдого» стержня, ускоряемого в направлении собственной протяжённости приложенной силой, должен ускоряться чуть сильнее, чем его передний конец.
Это явление является основанием парадокса Белла. Тем не менее, это просто следствие релятивистской кинематики. Один из вариантов показать это — рассмотреть величину вектора ускорения как кривизну соответствующей мировой линии. Но мировые линии риндлеровских наблюдателей являются аналогами семейства концентрических окружностей в евклидовой плоскости, так что мы имеем дело с Лоренцевым аналогом известного факта: в семействе концентрических окружностей внутренние окружности отклоняются от прямой на единице длины дуги быстрее, чем внешние.

## Наблюдатели Минковского

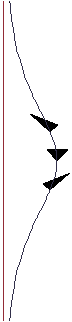
Мировая линия наблюдателя Минковского (голубая дуга гиперболы) в координатах Риндлера. Горизонт Риндлера выделен красным цветом.
Приведён случай для и световых конусов при

Также стоит ввести альтернативную систему отсчёта, даваемую стандартным выбором тетрад в координатах Минковского
{\displaystyle {\vec {f}}_{0}=\partial _{T},\quad {\vec {f}}_{1}=\partial _{X},\quad {\vec {f}}_{2}=\partial _{Y},\quad {\vec {f}}_{3}=\partial _{Z}.}
Преобразуя эти векторные поля к риндлеровским координатам, получаем, что в клине Риндлера эта система отсчёта имеет вид
{\displaystyle \left\{{\begin{matrix}{\vec {f}}_{0}={\frac {\mathrm {ch} \,t}{x}}\,\partial _{t}-\mathrm {sh} \,t\,\partial _{x}\\{\vec {f}}_{1}=-{\frac {\mathrm {sh} \,t}{x}}\,\partial _{t}+\mathrm {ch} \,t\,\partial _{x}\\{\vec {f}}_{2}=\partial _{y},\quad {\vec {f}}_{3}=\partial _{z}\end{matrix}}\right.}
Осуществляя кинематическое разложение времениподобной конгруэнции, определяемой векторным полем {\displaystyle {\vec {f}}_{0}}, мы очевидно получаем нулевые расширение и вращение, а дополнительно и отсутствие ускорения {\displaystyle \nabla _{{\vec {f}}_{0}}{\vec {f}}_{0}=0}. Другими словами, эта конгруэнция — геодезическая; соответствующие наблюдатели находятся в состоянии свободного падения. В исходной декартовой системе координат эти наблюдатели, называемые наблюдателями Минковского, находятся в покое.
В координатах Риндлера мировые линии наблюдателей Минковского являются гиперболическими дугами, асимптотически приближающимися к координатной плоскости {\displaystyle x=0}. В частности, в риндлеровских координатах мировая линия наблюдателя Минковского, проходящая через событие {\displaystyle t=t_{0},\;x=x_{0},\;y=y_{0},\;z=z_{0}} будет иметь вид
{\displaystyle t=\,\mathrm {arth} \,{\frac {s}{x_{0}}},\quad x={\sqrt {x_{0}^{2}-s^{2}}},\quad y=y_{0},\quad z=z_{0},\quad -x_{0}<s<x_{0}\;,}
где {\displaystyle s} — собственное время этого наблюдателя. Отметим, что координаты Риндлера покрывают лишь малую часть от полной истории этого наблюдателя! Это непосредственно показывает, что координаты Риндлера не являются геодезически полными: времениподобные геодезические линии выходят из области, покрываемой этими координатами, за конечное собственное время. Естественно, этого и следовало ожидать, так как координаты Риндлера покрывают лишь часть исходных декартовых координат, которые являются геодезически полными.

## Горизонт Риндлера
Риндлеровские координаты имеют координатную сингулярность при {\displaystyle x=0}, где метрический тензор (выраженный в координатах Риндлера) имеет исчезающий определитель. Это происходит вследствие того, что при {\displaystyle x\rightarrow 0} ускорение наблюдателей Риндлера расходится — стремится к бесконечности. Как можно видеть из рисунка, иллюстрирующего клин Риндлера, локус {\displaystyle x=0} в координатах Риндлера соответствует локусу {\displaystyle T^{2}=X^{2},\;X>0} в координатах Минковского, что состоит из двух светоподобных полуплоскостей, каждая из которых покрывается своей светоподобной геодезической конгруэнцией. Эти локусы и называются горизонтом Риндлера.
Здесь мы просто рассматриваем горизонт как границу области, покрываемой координатами Риндлера. В статье Горизонт Риндлера показано, что этот горизонт фактически аналогичен по основным свойствам горизонту событий чёрной дыры.

## Геодезические линии
Уравнения геодезических в координатах Риндлера просто получаются из лагранжиана:
{\displaystyle {\ddot {t}}+{\frac {2}{x}}\,{\dot {x}}{\dot {t}}=0,\quad {\ddot {x}}+x{\dot {t}}^{2}=0,\quad {\ddot {y}}=0,\quad {\ddot {z}}=0\;.}
Естественно, в исходных декартовых координатах эти геодезические выглядят как прямые линии, так что их легко получить из прямых координатным преобразованием. Однако будет поучительно получить и изучить геодезические в координатах Риндлера независимо от исходных координат, и именно это будет проделано здесь.
Из первого, третьего и четвёртого уравнений немедленно получаются первые интегралы
{\displaystyle {\dot {t}}={\frac {E}{x^{2}}},\quad {\dot {y}}=P,\quad {\dot {z}}=Q\;.}
Но из линейного элемента следует {\displaystyle \varepsilon =-x^{2}\,{\dot {t}}^{2}+{\dot {x}}^{2}+{\dot {y}}^{2}+{\dot {z}}^{2}\;,} где {\displaystyle \varepsilon =-1,\,0,\,1} для времени-, свето- и пространственноподобных геодезических, соответственно. Это даёт четвёртый первый интеграл уравнений, а именно
{\displaystyle {\dot {x}}^{2}=\left(-\varepsilon +{\frac {E^{2}}{x^{2}}}\right)-P^{2}-Q^{2}\;.}
Этого достаточно для полного решения геодезических уравнений.

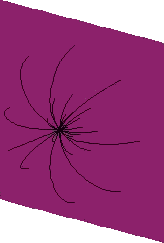
Некоторые светоподобные геодезические (чёрные полуокружности), спроецированные на пространственное сечение наблюдателей Риндлера. Горизонт Риндлера — пурпурная плоскость

В случае светоподобных геодезических, из {\displaystyle {\frac {E^{2}}{x^{2}}}-P^{2}-Q^{2}} при ненулевом {\displaystyle E}, координата {\displaystyle x} изменяется в интервале {\displaystyle 0<x<{\frac {E}{\sqrt {P^{2}+Q^{2}}}}}.
Полное семипараметрическое семейство светоподобных геодезических, проходящих через любое событие риндлеровского клина, есть
{\displaystyle {\begin{matrix}t-t_{0}&=&\mathrm {arth} \left(\displaystyle {\frac {s\,(P^{2}+Q^{2})-{\sqrt {E^{2}-(P^{2}+Q^{2})\,x_{0}^{2}}}}{E}}\right)\\&&+~\mathrm {arth} \,\left(\displaystyle {\frac {\sqrt {E^{2}-(P^{2}+Q^{2})\,x_{0}^{2}}}{E}}\right)\end{matrix}}}
{\displaystyle x={\sqrt {x_{0}^{2}+2\,s\,{\sqrt {E^{2}-(P^{2}+Q^{2})\,x_{0}^{2}}}-s^{2}\,(P^{2}+Q^{2})}}}
{\displaystyle y-y_{0}=P\,s;\quad z-z_{0}=Q\,s.}
Нанеся на рисунок траектории светоподобных геодезических, проходящих через отдельное событие (то есть проецируя их на пространство наблюдателей Риндлера {\displaystyle t=0}), мы получим картину, напоминающую семейство полуокружностей, проходящих через одну точку и ортогональных горизонту Риндлера.

## Метрика Ферма
Тот факт, что в координатах Риндлера проекции светоподобных геодезических на любой пространственный срез для риндлеровских наблюдателей представляют собой просто половинки окружностей, может быть проверен непосредственно из данного выше общего решения, но существует и более простой способ увидеть это. В статическом пространстве-времени всегда можно выделить незакрученное поле времениподобного вектора Киллинга. В таком случае, имеется однозначно определённое семейство (тождественных) пространственных гиперповерхностей-срезов, ортогональных соответствующим мировым линиям статических наблюдателей (которые могут и не быть инерциальными). Это позволяет определить такую новую метрику на любой из этих поверхностей, которая будет конформна исходной индуцированной метрике среза, и имеет такое свойство, что геодезические этой новой метрики (римановой метрики на римановом трёхмерном многообразии) в точности следуют проекциям светоподобных геодезических пространства-времени на этот срез. Эта новая метрика называется метрикой Ферма (по аналогии с принципом Ферма), и в статическом пространстве-времени с координатной системой, в которой линейный элемент имеет вид
{\displaystyle ds^{2}=g_{00}\,dt^{2}+g_{jk}\,dx^{j}\,dx^{k},\quad 1\leqslant j,\;k\leqslant 3}
на срезах {\displaystyle t=t_{0}} принимает форму
{\displaystyle d\rho ^{2}={\frac {g_{jk}\,dx^{j}\,dx^{k}}{-g_{00}}}}.
В координатах Риндлера времениподобная трансляция {\displaystyle \partial _{t}} является таким полем Киллинга, так что клин Риндлера — статическое пространство-время (что неудивительно, так как оно представляет собой часть статического пространства-времени Минковского). Следовательно, можно записать метрику Ферма для наблюдателей Риндлера:
{\displaystyle d\rho ^{2}={\frac {dx^{2}+dy^{2}+dz^{2}}{x^{2}}},\quad 0<x<\infty ,\quad -\infty <y,\;z<\infty \;.}
Но это выражение совпадает с хорошо известным линейным элементом гиперболического пространства {\displaystyle \mathbf {H} ^{3}} в координатах верхнего полупространства. Оно близко по смыслу к ещё более известным координатам верхней полуплоскости для гиперболической плоскости {\displaystyle \mathbf {H} ^{2}}, знакомой поколениям студентов, изучающих комплексный анализ, в связи с конформными отображениями (и другими задачами), а многие математически подкованные читатели уже знают, что геодезические линии в {\displaystyle \mathbf {H} ^{2}} в модели верхней полуплоскости являются полуокружностями (ортогональными окружности на бесконечности, представленной действительной осью).

## Симметрии
Так как риндлеровские координаты покрывают часть пространства Минковского, можно ожидать, что в них также будут 10 линейно независимых векторных полей Киллинга. Более того, в декартовых координатах их можно записать сразу, соответственно: однопараметрическую подгруппу временных трансляций, и три трёхпараметрических — пространственных трансляций, пространственных вращений и пространственно-временных бустов. Вместе эти векторы генерируют (собственную изохронную) группу Пуанкаре, группу симметрии пространства Минковского.
Тем не менее, полезно также выписать и решить уравнения Киллинга непосредственно в координатах Риндлера. Тогда можно получить 4 поля Киллинга, напоминающих исходные в декартовых координатах:
{\displaystyle \partial _{t},\;\;\partial _{y},\;\;\partial _{z},\;\;-z\,\partial _{y}+y\,\partial _{z}}
(временные трансляции, пространственные трансляции, ортогональные направлению ускорения и пространственные вращения в плоскости, ортогональной направлению ускорения) плюс ещё шесть полей:
{\displaystyle \exp(\pm t)\,\left({\frac {y}{x}}\,\partial _{t}\pm \left(y\,\partial _{x}-x\,\partial _{y}\right)\right)\;,}
{\displaystyle \exp(\pm t)\,\left({\frac {z}{x}}\,\partial _{t}\pm \left(z\,\partial _{x}-x\,\partial _{z}\right)\right)\;,}
{\displaystyle \exp(\pm t)\,\left({\frac {1}{x}}\,\partial _{t}\pm \partial _{x}\right)\;.}
Отметим, что от эти генераторы, естественно, можно разложить на генераторы пространства Минковского в декартовых координатах, так что существует их комбинация, соответствующая генератору временных трансляций {\displaystyle \partial _{T}}, хотя клин Риндлера очевидно не имеет инвариантности относительно таких трансляций. Причина этого состоит в локальном характере решений уравнений Киллинга, как и любых дифференциальных уравнений на многообразии, когда существование локальных решений не гарантирует существования их в глобальном смысле. То есть, при подходящих условиях на групповые параметры потоки Киллинга могут быть всегда определены в подходящей малой окрестности, но поток может и не быть хорошо определён глобально. Этот факт не имеет непосредственного отношения к лоренцевой структуре пространства-времени, так как такие же сложности возникают и при изучении произвольных гладких многообразий.

## Различные определения расстояния

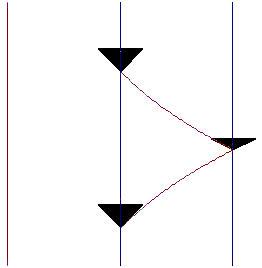
Операциональное определение радарного расстояния между двумя риндлеровскими наблюдателями (голубые вертикальные линии). Горизонт Риндлера показан слева красной вертикальной линией. Мировая линия радарного импульса также показана на рисунке вместе с соответственно отмасштабированными световыми конусами в событиях,,

Одна из многих поучительных вещей, следующих из изучения координат Риндлера — это тот факт, что риндлеровские наблюдатели могут использовать несколько различных (но одинаково разумных) определений расстояния.
Первое определение молчаливо подразумевалось нами ранее: индуцированная риманова метрика на пространственных сечениях {\displaystyle t=t_{0}} даёт определение расстояния, которое можно назвать расстоянием по линейке, так как его операционный смысл именно таков.
С точки зрения же стандартных физических измерений метрологически более правильно использовать радарное расстояние между мировыми линиями. Оно рассчитывается путём посылки волнового пакета по светоподобной геодезической с мировой линии одного наблюдателя (событие {\displaystyle A}) к мировой линии объекта, где пакет отражается (событие {\displaystyle B}) и возвращается к наблюдателю (событие {\displaystyle C}). Радарное расстояние затем находится как полупроизведение скорости света на время путешествия пакета туда и обратно по часам наблюдателя.
(К счастью, в пространстве Минковского мы можем игнорировать возможность существования нескольких светоподобных геодезических между двумя мировыми линиями, но в космологических моделях и других приложениях это уже не так! Также нужно предупредить, что получаемое таким способом «расстояние» в общем случае несимметрично относительно перемены мест наблюдателя и предмета!)
В частности, рассмотрим пару наблюдателей Риндлера с координатами {\displaystyle x=x_{0},\;y=0,\;z=0} и {\displaystyle x=x_{0}+h,\;y=0,\;z=0}, соответственно. (Отметим, что первый из них ускоряется несколько сильнее второго.) Полагая {\displaystyle dy=dz=0} в линейном элементе Риндлера, легко получаем уравнение светоподобной геодезической в направлении ускорения:
{\displaystyle t-t_{0}=\log(x/x_{0})\;.}
Следовательно, радарное расстояние между этими наблюдателями даётся формулой
{\displaystyle x_{0}\,\log \left(1+{\frac {h}{x_{0}}}\right)=h-{\frac {h^{2}}{2\,x_{0}}}+O\left(h^{3}\right)\;.}
Оно несколько меньше, чем «расстояние по линейке», но для близлежащих точек разница будет пренебрежимо мала.
Третье возможное определение расстояния следующее: наблюдатель измеряет угол, стягиваемый диском единичного размера, помещённого на определённую мировую линию. Такое расстояние называется угловым расстоянием или расстоянием оптического диаметра. Из-за простого характера светоподобных геодезических в пространстве Минковского это расстояние между двумя наблюдателями Риндлера, ориентированными вдоль ускорения, легко вычисляется. Из приведённых рисунков видно, что угловое расстояние зависит от {\displaystyle h} следующим образом: {\displaystyle h+{\frac {h^{2}}{x_{0}}}+O\left(h^{3}\right)}. Следовательно, в случае положительного {\displaystyle h} первый наблюдатель измеряет угловое расстояние, чуть большее расстояния по линейке, которое, в свою очередь, чуть больше радарного расстояния. 
Существуют ещё и другие определения расстояния, но необходимо отметить, что хотя значения этих «расстояний» различны, тем не менее все они сойдутся в том, что расстояния между каждой парой наблюдателей Риндлера остаётся постоянными во времени. То, что бесконечно близкие наблюдатели взаимно неподвижны, следует из отмеченного ранее факта: тензор расширения конгруэнции мировых линий наблюдателей Риндлера тождественно равен 0. Для конечных расстояний это свойство «жёсткости» также справедливо. Это действительно очень важное свойство, так как в релятивистской физике давно известно, что нельзя абсолютно жёстко ускорить стержень, см. Парадокс Белла (и, аналогично, нельзя абсолютно жёстко закрутить диск, см. Парадокс Эренфеста) — как минимум, не прилагая неоднородных напряжений. Наиболее простым способом убедиться в этом является осознание того факта, что в ньютоновой физике, если подействовать на абсолютно жёсткое тело некоторой силой, все его элементы немедленно сменят состояние движения. Это очевидным образом противоречит релятивистскому принципу конечности скорости передачи физических эффектов.
Следовательно, если стержень ускоряется некоторой внешней силой, приложенной где-либо по его длине, его элементы не могут все испытывать одинаковое ускорение, если стержень не будет постоянно растягиваться или сжиматься. Другими словами, стационарно (относительно себя) ускоренный стержень должен содержать неоднородные напряжения. Более того, в любом мысленном эксперименте с меняющимися во времени силами, внезапно или постепенно прилагаемыми к объекту, нельзя ограничиться только кинематикой и избежать проблемы включения в рассмотрение модели самого тела, то есть динамики.
Возвращаясь к вопросу об операциональном значении расстояния по линейке, отметим, что для полностью чёткого определения оно должно включать в себя некоторую модель вещества самой линейки.